# 塚田耕平
塚田 耕平（つかだ こうへい、10月22日 - ）は、日本のソングライター、編曲家。パレード・ミュージック所属。かつてはRebrast、ドリームモンスターに所属していた。

## 概要
小学生の頃にピアノを習い始め、中学生でゲーム音楽に影響を受けた。高校ではバンド活動のかたわら楽曲制作を始め、大学進学後も作詞・作曲を続ける。作詞・作曲・編曲全体を通して世界観を作り上げるアプローチを得意とし、アイドルグループや声優アーティストを中心に楽曲提供を行っている。英語科の教職免許を持っている。

## 提供楽曲

### アニメ・プロジェクト提供作品
『アイドルマスター SideM』
- DRAMATIC STARS[メンバー 1]
  - 「GOOD NEW MORNING」（作曲）

『アイドルマスター ミリオンライブ!』
- Jus-2-Mint[メンバー 2]
  - 「Hang In There!」（作曲・編曲）

『ウマ娘 プリティーダービー』
- スーパークリーク(CV.優木かな)、マチカネフクキタル(CV.新田ひより)、ハルウララ(CV.首藤志奈)
  - 「PRESENT MARCH♪」（共作曲・共編曲）

『音楽少女』
- 志堅シュープ（CV.島袋美由利）
  - 「輝け Make up! Shine☆」（挿入歌、作詞・作曲・編曲）

『彼女、お借りします』
- halca
  - 「FIRST DROP」（特殊EDテーマ、作曲・編曲）

『グリムノーツ The Animation』
- 竹達彩奈
  - 「Innocent Notes」（OPテーマ、作曲・編曲）[3]

『少女☆歌劇 レヴュースタァライト』
- スタァライト九九組[メンバー 3]
  - 「よろしく九九組」（作曲・編曲）

『スケートリーディング☆スターズ』
- 篠崎怜鳳（CV.神谷浩史）
  - 「アイス・フェニックス」（作曲・編曲）

『女神寮の寮母くん。』
- 女神寮生＋α
  - 「ゼッタイ!キミ宣言♡」（EDテーマ、作詞・作曲・編曲）

劇場版『結城友奈は勇者である-鷲尾須美の章-』
- 三ノ輪銀（CV.花守ゆみり）
  - 「たましい」（第2章ED、共作曲・共編曲）

結束バンド（『ぼっち・ざ・ろっく!』劇中バンド「結束バンド」の1stアルバム）
- 喜多郁代（CV.長谷川育美）
  - 「ラブソングが歌えない」（作曲）[4]

『ヤマノススメ Next Summit』
- あおい（井口裕香）、ひなた（阿澄佳奈）
  - 「扉を開けてベルを鳴らそう」（EDテーマ、作詞・作曲・編曲）

『ラブライブ!蓮ノ空女学院スクールアイドルクラブ』
- 蓮ノ空女学院スクールアイドルクラブ[メンバー 4]
  - 「Bloom the smile, Bloom the dream!」（作詞・作曲・編曲）
- スリーズブーケ[メンバー 5]
  - 「月夜見海月」（作曲・編曲）
  - 「ユメワズライ」（作曲・編曲）
  - 「Chu! Chocolate」（作曲・編曲）

### 声優提供作品
内田雄馬
- 「君に話したいこと」（作詞・作曲・共編曲）
- 「You Are Special」（作詞・作曲・編曲）
- 「your words」（作詞・作曲・編曲）

岡咲美保
- 「あと、ちょっと」（作詞・作曲・編曲）※作詞は岡咲美保と共作[5]。

小倉唯
- 「アコガレCollection!」（作詞・作曲・編曲）
- 「赤いリボン」（共作詞・作曲・編曲）
- 「Look＠Me♡」（編曲）
- 「桜色ラビネス」（作曲・編曲）

鬼頭明里
- 「Star Arc」（作曲・編曲）

熊田茜音
- 「Chocolate Mint Magic」（作曲・編曲）

鈴木愛奈
- 「いつか振り返るその時に」（作詞・作曲・編曲[6]）

水瀬いのり
- 「涙のあとは」（作詞・作曲・編曲）

### アーティスト提供作品
=LOVE
- 「「君と私の歌」」（作曲）
- 「青春“サブリミナル”」（作曲）
- 「夏祭り恋慕う」（作曲）
- 「僕のヒロイン」（髙松瞳）（作曲）
- 「好きって、言えなかった」（作曲）
- 「この空がトリガー」（作曲）
- 「おかえり、花便り」 (山本杏奈) (作曲・編曲)
- 「ラストノートしか知らない」(作曲)

≠ME
- 「超絶ヒロイン」（作曲）
- 「僕たちのイマージュ」（作曲）
- 「デートの後、22時」（作曲）
- 「ごめん、マジで」（作曲）
- 「君を見かけた」（作曲・編曲）

≒JOY
- 「夢見る♡アイドル」（作曲・編曲）

AKB48
- 「ジワるDAYS」（共作曲）

SKE48
- 「恋の根拠」（共作曲・共編曲）

IVVY
- 「One love」（共作詞・作曲・編曲）

mai mai
- 「Baby, Happy Weekend!」（作詞・作曲・編曲）
- 「あの頃、君に恋をしていた」（作詞・作曲・共編曲）
- 「横顔」（作詞・作曲・共編曲）

NHOT BOT
- 「明日君の手を握れたなら」（作曲）

PiXMiX
- 「キミシラユキ」（作曲・編曲）

SUPER☆GiRLS
- 「ごめんね。のとなりで」（共作曲）

WACAVA Project
- 「Pink Lemonade feat. Rainych Ran」（編曲）

さくらシンデレラ
- 「ありがとう、大好き」（共作詞・作曲）
- 「ハロウィンモンスター」（共作詞・作曲・編曲）

すべての瞬間は君だった。
- 「初めての恋は、夏だった」（作曲）

なんキニ!
- 「オモヒビト」（作詞・作曲・編曲）

メロディー・チューバック
- 「I Promise ～誓い～」（共作詞・作曲・編曲）

山田将司（THE BACK HORN）
- 「トワ」（共編曲）

AMASTAGE
・甘くて素敵な物語（作曲）

### ユニットメンバー
1. ↑  天道輝（仲村宗悟）、桜庭薫（内田雄馬）、柏木翼（八代拓）
2. ↑  佐竹美奈子（大関英里）、横山奈緒（渡部優衣）
3. ↑  愛城華恋（小山百代）、神楽ひかり（三森すずこ）、天堂真矢（富田麻帆）、星見純那（佐藤日向）、露崎まひる（岩田陽葵）、大場なな（小泉萌香）、西條クロディーヌ（相羽あいな）、石動双葉（生田輝）、花柳香子（伊藤彩沙）
4. ↑  日野下花帆（楡井希実）、村野さやか（野中ここな）、乙宗梢（花宮初奈）、夕霧綴理（佐々木琴子）、大沢瑠璃乃（菅叶和）、藤島慈（月音こな）、百生吟子（櫻井陽菜）、徒町小鈴（葉山風花）、安養寺姫芽（来栖りん）
5. ↑  日野下花帆（楡井希実）、乙宗梢（花宮初奈）、百生吟子（櫻井陽菜）